# 그레테 잉만
그레테 잉만(Grethe Ingmann, 본명: 그레테 클레멘센(Grethe Clemmensen), 1938년 6월 17일 ~ 1990년 8월 18일)는 덴마크의 가수이다. 유로비전 송 콘테스트 1963에서 예르겐 잉만(Jørgen Ingmann)과 함께 덴마크 대표로 참가하여 우승을 차지했다.